# Mont Tento
Le mont Tento (天都山, Tentozan) est une montagne du Japon située dans la ville d'Abashiri, sur l'île de Hokkaidō.

## Site naturel historique
Le mont Tento a été classé site naturel historique en 2014, grâce à la vue panoramique qu'offre son sommet sur la mer d'Okhotsk, les lacs Abashiri, Notoro et Tōfutsu, et, au loin, sur la péninsule de Shiretoko et la cordillère d'Akan.